# Darro
Darro es una localidad y municipio español situado en la parte noroccidental de la comarca de Guadix, en la provincia de Granada, comunidad autónoma de Andalucía. Limita con los municipios de Diezma, Lapeza, Cortes y Graena, Purullena, Guadix —por el enclave de Belerda—, Huélago, Morelábor, Píñar e Iznalloz.
El municipio darreño comprende el núcleo de población de Darro —capital municipal— y los diseminados de El Anchurón y Romailique.

## Símbolos
Darro cuenta con un escudo adoptado oficialmente el 11 de agosto de 1958. Usa las armas de los Folch de Cardona.

### Escudo
Su descripción heráldica es la siguiente:

Tres cardos de oro (amarillo) en campo de gules (rojo).

## Historia

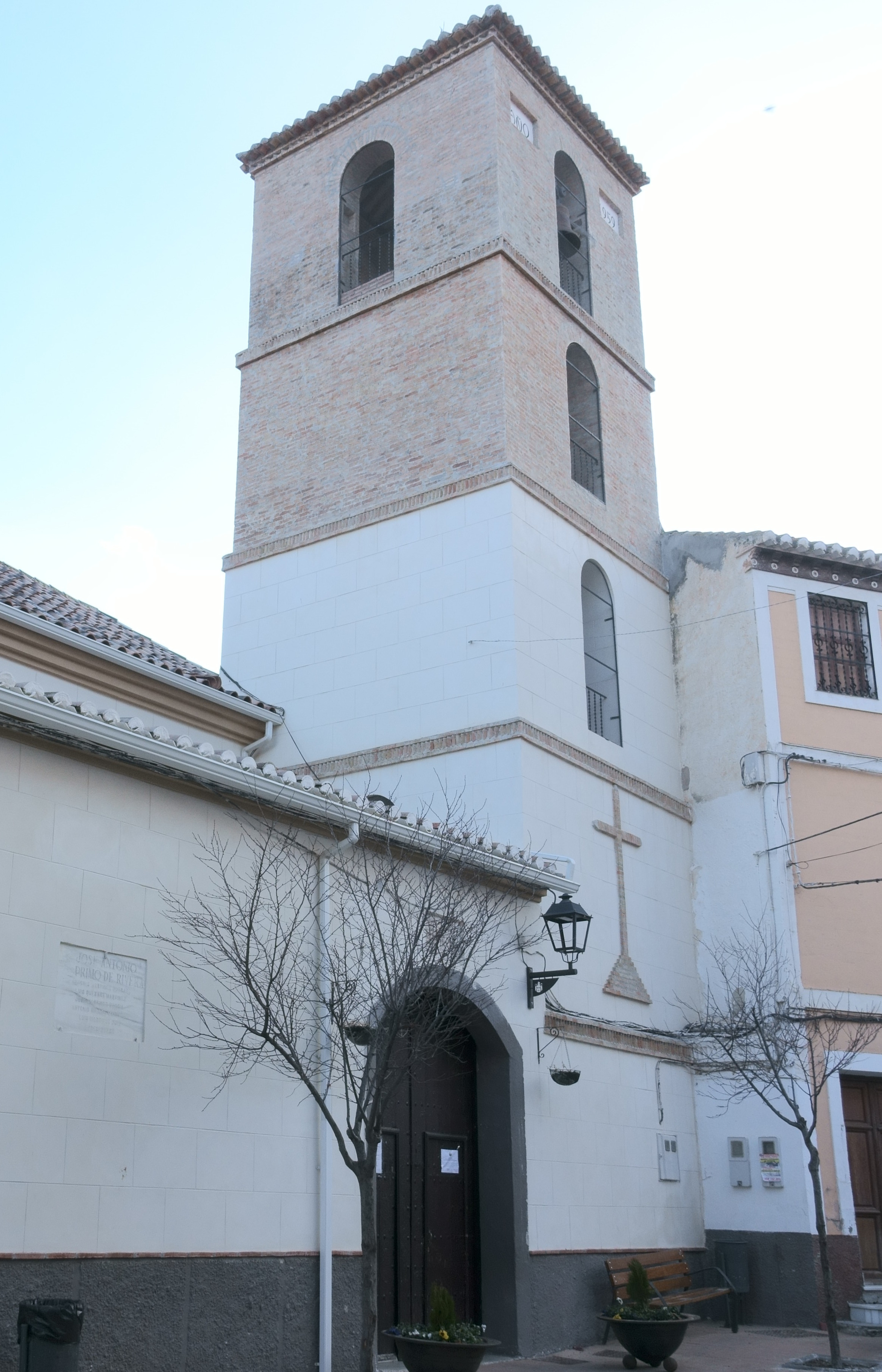
Iglesia de Nuestra Señora de la Anunciación, en Darro

En la sierra de Arana, la zona ha estado habitada desde el Paleolítico inferior. Son numerosos los hallazgos arqueológicos en la zona de esta época y de las posteriores Edad del Bronce y Neolítico. Un conocido benefactor del pueblo fue el marqués de Ariza, del siglo XVIII, que donó los terrenos sobre los que se construyó la iglesia.

## Geografía

### Situación
Integrado en la comarca de Guadix, se encuentra situado a 45 kilómetros de la capital provincial, a 94 de Jaén, a 121 de Almería y a 241 de Murcia. El término municipal está atravesado por la carretera A-308, que conecta la autovía A-92 en Lapeza con la A-44 en Iznalloz.
| Noroeste: Píñar y Morelábor | Norte: Huélago | Nordeste: Huélago y Guadix           |
| Oeste: Iznalloz y Diezma    |                | Este: Guadix                         |
| Suroeste: Lapeza            | Sur: Lapeza    | Sureste: Cortes y Graena y Purullena |

La localidad se ubica en las estribaciones de la Sierra Arana, sobre un suelo formado por calizas y margas originado por un mar que cubrió esta zona durante el terciario. Las rocas calizas que predominan la zona son los restos de corales fosilizados del mencionado mar.

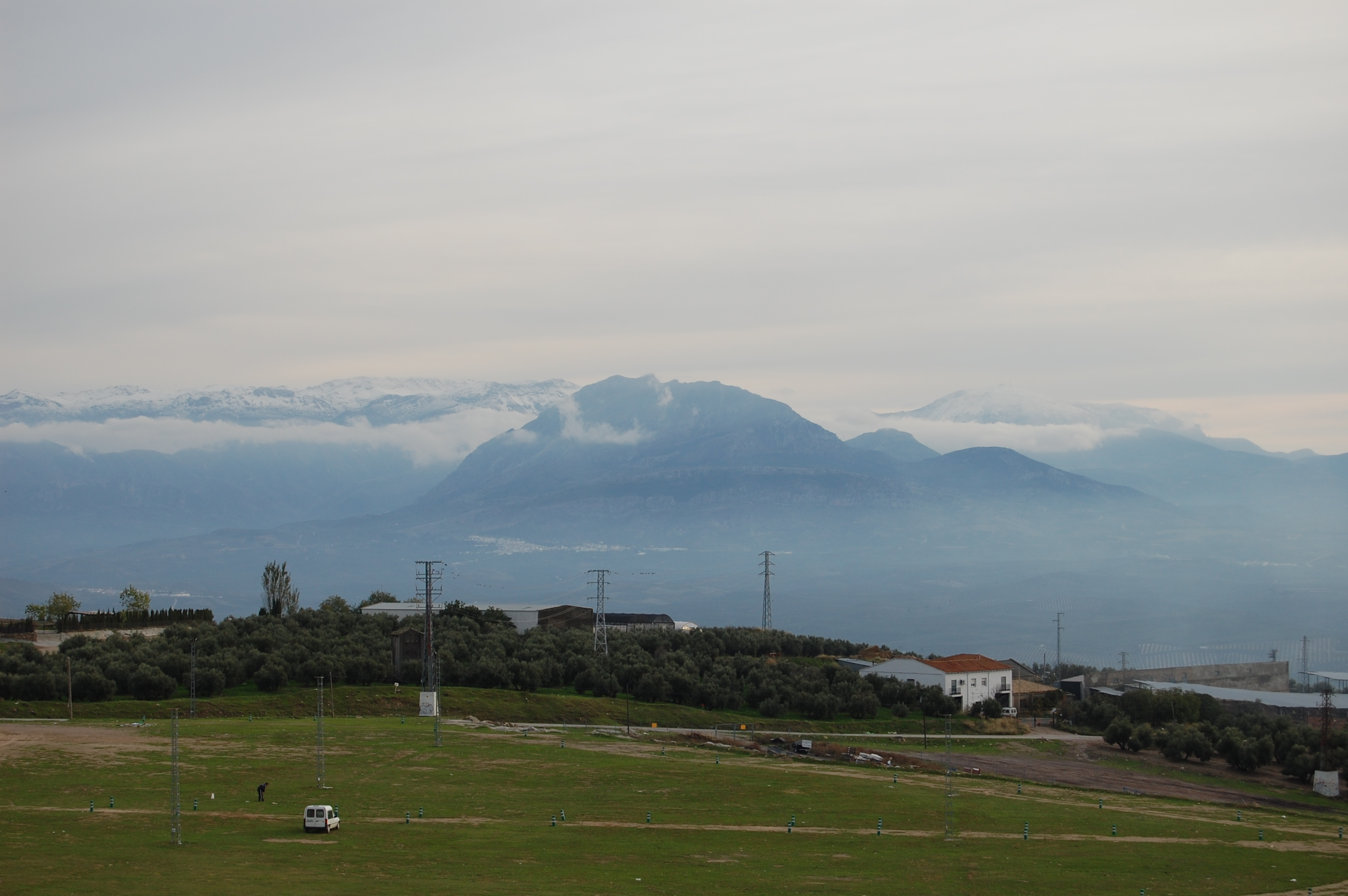
Vista de Sierra Nevada desde Darro

El punto culminante del municipio está en el pico de Bogarre, siendo el punto exacto donde coincide con los municipios de Píñar y Morelábor, sobre el Llano de los Chozones, una gran dehesa rodeado de bosques. Bogarre tiene una altitud de 1621 metros y se sube a su cima partiendo desde Darro, cogiendo una pista que se dirige hacia Cerro Panoria. La pista llegara al Llano de los Chozones donde este paraje, se sube con facilidad al pico.
Los inviernos suelen ser muy fríos y los veranos, muy suaves, a pesar de todo, no suele llover mucho en el término municipal.

### Hidrografía
Los cursos de agua más destacables que cruzan el municipio son el arroyo de los Villares, el barranco Seco y el barranco Largo.
El arroyo de los Villares baja por la parte sur de la localidad, rodeando el casco urbano pasando por debajo de la A-308. Entonces, formaría un valle angosto y profundo llamado el de Anchurón. El barranco Seco nace en la pedanía de Los Villares atravesando la zona norte central del municipio, y el barranco Largo, en el extremo sur, donde nace a la altura del enlace de la A-308, en la autovía A-92 que forma un angosto valle profundo, pero más estrecho que el arroyo de los Villares, donde más abajo, el arroyo desembocará en el río Fardes.

## Demografía
Cuenta con una población de 1695 habitantes (INE 2024), que se distribuyen de la siguiente manera:
| Unidad poblacional | Hab.  |
| ------------------ | ----- |
| Darro              | 1 633 |
| diseminados        | 19    |
| TOTAL              | 1 652 |

#### Evolución de la población
| Gráfica de evolución demográfica de Darro entre 1842 y 2021                                                         |
| |
| Población de derecho según los censos de población del INE Población de hecho según los censos de población del INE |

## Economía
Se dedican al cultivo de cereales, legumbres y olivos gracias al suelo calizo que es bueno para estos tipos de cultivos. En ganadería, son la ovina, la porcina y la caprina. Bajo la sierra de Arana, se encuentra la mina Pepi donde se dedican a extraer cal y ágata cada año.

### Evolución de la deuda viva municipal
| Gráfica de evolución de la deuda viva del Ayuntamiento de Darro entre 2008 y 2019                                |
| |
| Deuda viva del Ayuntamiento de Darro en miles de euros según datos del Ministerio de Hacienda y Función Pública. |

## Política

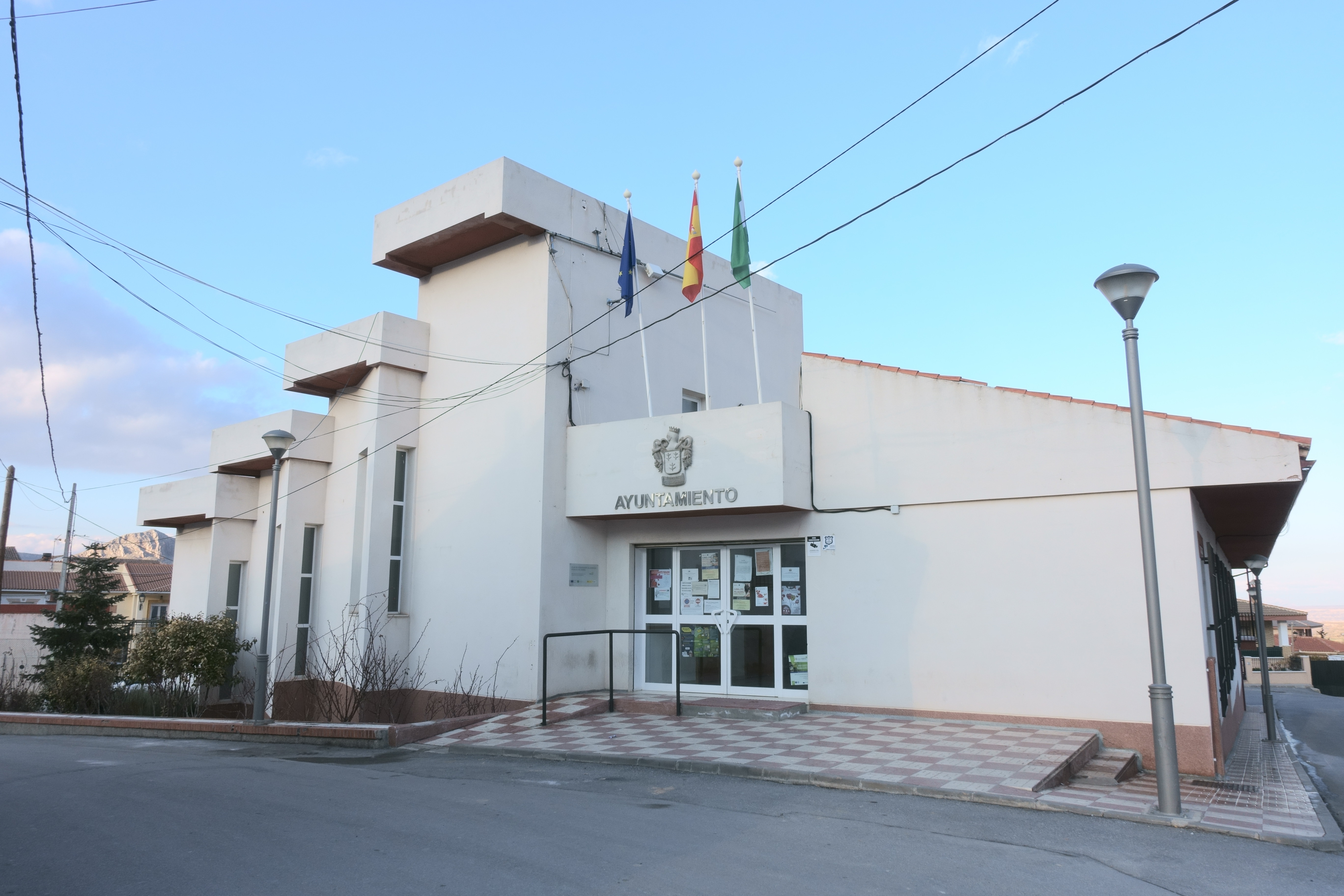
Casa consistorial

Los resultados en Darro de las últimas elecciones municipales, celebradas en mayo de 2023, son:
| Elecciones Municipales - Darro (2023) | Elecciones Municipales - Darro (2023)         | Elecciones Municipales - Darro (2023) | Elecciones Municipales - Darro (2023) | Elecciones Municipales - Darro (2023) |
| Partido político                      | Partido político                              | Votos                                 | %Válidos                              | Concejales                            |
| ------------------------------------- | --------------------------------------------- | ------------------------------------- | ------------------------------------- | ------------------------------------- |
|                                       | Partido Popular (PP)                          | 562                                   | 67,79%                                | 7                                     |
|                                       | Partido Socialista Obrero Español (PSOE)      | 233                                   | 28,10%                                | 2                                     |
|                                       | Izquierda Unida Para la Gente (PARA LA GENTE) | 3                                     | 0,36%                                 | 0                                     |

## Comunicaciones

### Carreteras
Las principales vías de comunicación que transcurren por el municipio son:
| Identificador | Denominación                  | Itinerario          |
| ------------- | ----------------------------- | ------------------- |
| A-308         | Carretera de Darro a Iznalloz | Darro - Iznalloz    |
| GR-3106       | De Diezma a Darro             | Diezma - Darro      |
| GR-4103       | De A-308 a Huélago            | Darro - Huélago     |
| GR-4106       | De Darro a Síllar Baja        | Darro - Síllar Baja |

Algunas distancias entre Darro y otras ciudades:
| Ciudades | Distancia (km) |
| -------- | -------------- |
| Guadix   | 18             |
| Granada  | 45             |
| Jaén     | 94             |
| Almería  | 121            |
| Murcia   | 241            |

## Servicios públicos

### Sanidad
El municipio cuenta con un consultorio médico de atención primaria situado en la calle Espinosa San Martín s/n, dependiente del Área de Gestión Sanitaria Nordeste de Granada. El servicio de urgencias está en el centro de salud de Purullena y el área hospitalaria de referencia es el Hospital de Alta Resolución de Guadix.

### Educación
El único centro educativo que hay en el municipio es:
| Denominación genérica                    | Nombre del centro              | Naturaleza | Dirección                   |
| ---------------------------------------- | ------------------------------ | ---------- | --------------------------- |
| Colegio de educación infantil y primaria | CEIP Nuestra Señora del Amparo | Público    | C/ Espinosa San Martín, s/n |

## Cultura

### Patrimonio
- Fuente de Retamar. Es famosa por sus numerosos caños (24 vías de agua), que se abastece de un manantial situado a pocos metros bajo el suelo.
- Cueva Horada. Numerosos restos del Paleolítica inferior y Edad del Bronce
- Sierra del Picón. En esta zona hubo un poblado durante el período neolítico.

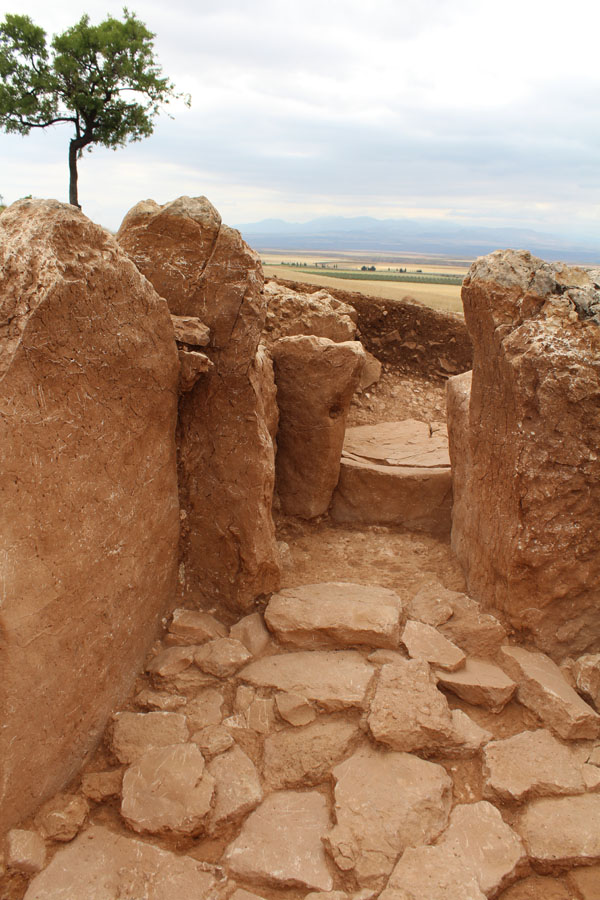
Necrópolis megalítica de Panoría, en Darro

- Cuevas de Panoría. Con vestigios de arte rupestre de las mismas épocas
- Portillo del Toril. Restos del Neolítico, Edad del Bronce y restos de la época romana.
- Necrópolis megalítica de Panoría. Necrópolis de la Edad del Cobre.
- Abrigo de Luis Martínez. Aquí se hallaron expresiones de arte rupestre y restos de las mismas
- Iglesia parroquial Nuestra Señora de la Anunciación. Data de 1782, construida sobre el terreno cedido por el marqués de Ariza. Se encuentra en muy buen estado de conservación.

### Fiestas
Se celebran dos fiestas principales al año. La de los Emigrantes, el primer fin de semana de agosto, en las que gracias a las vacaciones estivales regresan al pueblo aquellos que por motivos de trabajo se marcharon a vivir fuera.
Y las fiestas de San Tiburcio, patrón del pueblo, y la Virgen del Amparo. Esta es en origen la fiesta local principal, aunque ha perdido intensidad debido al mayor y mejor ambiente del pueblo durante el verano y la fiesta de los Emigrantes.